# Concern
Een concern of consortium is een groep van ondernemingen die samen een economische eenheid vormen en onder een gezamenlijke leiding opereren.

## Organisatie
Bovenaan de groep staat de moedermaatschappij. De moedermaatschappij heeft als taak het houden van de aandelen in andere groepsmaatschappijen en het voeren van bestuur van de groep als geheel.

## Juridische vorm
Als moedermaatschappij van de groep treedt veelal op een naamloze vennootschap, een besloten vennootschap of andere vormen van vennootschappen waarvan het kapitaal in aandelen is verdeeld. Als moedermaatschappij kan echter ook optreden een coöperatie of een stichting, bijvoorbeeld bij een woningcorporatie. Een voorbeeld van een concern dat als coöperatie werkt, is de Rabobank.
De bedrijfsactiviteiten kunnen in verschillende juridische vormen gegoten worden. Het meest gangbaar zijn entiteiten met rechtspersoonlijkheid, maar ook entiteiten zonder rechtspersoonlijkheid, vestigingen en vaste inrichtingen, of representative offices zijn mogelijk.

## Werkmaatschappijen
Onder de moedermaatschappij staan veel zogenoemde werkmaatschappijen. Alle aandelen hiervan worden gehouden door de moedermaatschappij of door een tussenholding, waarvan de aandelen in zo'n geval ook in het bezit van de moedermaatschappij zijn. De werkmaatschappij verricht de werkelijke activiteiten van de onderneming, bijvoorbeeld het produceren van elektronica.
De moedermaatschappij oefent haar macht uit door haar 100% aandelenbezit in de dochters, die haar het recht geeft directeuren te benoemen en te ontslaan. Ook komt het veel voor dat dezelfde mensen in zowel de moeder- als in de werkmaatschappijen directeur zijn, en loopt de interne hiërarchie dwars door de wettelijke en statutaire hiërarchie heen. Daardoor kan het soms voor buitenstaanders erg moeilijk zijn om de werkelijke verhoudingen binnen een concern te doorzien.

## Voorbeelden
Grotere ondernemingen, zoals Philips, Siemens AG, Royal Dutch Shell, Unilever en Ahold Delhaize, zijn georganiseerd als concern. Een voorbeeld van een concern dat in coöperaties georganiseerd is, is de Rabobank.

## Bron
1. ↑  De definitie is ontleend aan J. Winter & J.B. Wezeman, Mr. P. van Schilfgaarde. Van de BV en de NV, Deventer: Kluwer 2013, nr. 12 en M.J. Kroeze, L. Timmerman & J.B. Wezeman, De kern van het ondernemingsrecht, Deventer: Kluwer 2013, p. 215.